# 동경 52도
동경 52도(東經52度)는 본초 자오선에서 동쪽으로 52도 떨어진 경선이다. 북극점에서 시작하여 북극해, 유럽, 아시아, 아프리카, 인도양, 마다가스카르, 남극해, 남극을 거쳐 남극점에 이른다.
동경 52도는 서경 128도와 이어져 지구의 둘레를 이룬다.
북극점에서 남극점까지 동경 52도선은 다음 지역을 지나간다.
| 좌표                                                  | 나라, 지역, 해역 | 주석 |
| ----------------------------------------------------- | ---------------- | --- |
| 북위 90° 0′ 동경 52° 0′  / 북위 90.000° 동경 52.000°  | 북극해           | |
| 북위 80° 41′ 동경 52° 0′  / 북위 80.683° 동경 52.000° | 바렌츠해         | 제믈랴프란차이오시파 제도의 제믈랴게오르가 섬과 구케라 섬 사이를 지나감                                    |
| 북위 72° 6′ 동경 52° 0′  / 북위 72.100° 동경 52.000°  | 러시아           | 노바야젬랴 섬의 유즈니 섬                                                                                  |
| 북위 71° 28′ 동경 52° 0′  / 북위 71.467° 동경 52.000° | 바렌츠해         | |
| 북위 68° 32′ 동경 52° 0′  / 북위 68.533° 동경 52.000° | 러시아           | |
| 북위 51° 40′ 동경 52° 0′  / 북위 51.667° 동경 52.000° | 카자흐스탄       | |
| 북위 46° 49′ 동경 52° 0′  / 북위 46.817° 동경 52.000° | 카스피해         | |
| 북위 45° 24′ 동경 52° 0′  / 북위 45.400° 동경 52.000° | 카자흐스탄       | 망귀쉴라크 반도                                                                                            |
| 북위 42° 51′ 동경 52° 0′  / 북위 42.850° 동경 52.000° | 카스피해         | |
| 북위 36° 35′ 동경 52° 0′  / 북위 36.583° 동경 52.000° | 이란             | |
| 북위 27° 50′ 동경 52° 0′  / 북위 27.833° 동경 52.000° | 페르시아만       | |
| 북위 24° 12′ 동경 52° 0′  / 북위 24.200° 동경 52.000° | 아랍에미리트     | 아부다비 토후국에 속한 이름 없는 섬                                                                        |
| 북위 24° 10′ 동경 52° 0′  / 북위 24.167° 동경 52.000° | 페르시아만       | |
| 북위 23° 59′ 동경 52° 0′  / 북위 23.983° 동경 52.000° | 아랍에미리트     | 아부다비 토후국                                                                                            |
| 북위 23° 37′ 동경 52° 0′  / 북위 23.617° 동경 52.000° | 사우디아라비아   | 예멘과의 국경선에서 오만과 만나는 서극점                                                                   |
| 북위 19° 0′ 동경 52° 0′  / 북위 19.000° 동경 52.000°  | 예멘             | |
| 북위 15° 32′ 동경 52° 0′  / 북위 15.533° 동경 52.000° | 인도양           | 예멘 아브드알쿠리 섬의 바로 서쪽을 지나감 프랑스령 남방 및 남극 지역 포세시옹 섬과 에스트 섬 사이를 지나감 |
| 남위 60° 0′ 동경 52° 0′  / 남위 60.000° 동경 52.000°  | 남극해           | |
| 남위 66° 0′ 동경 52° 0′  / 남위 66.000° 동경 52.000°  | 남극             | 오스트레일리아령 남극 지역, 오스트레일리아가 영유권을 주장한다.                                            |

## 같이 보기
- 동경 51도
- 동경 53도